# (33591) Landsberger
1999 JW46 (asteroide 33591) é um asteroide da cintura principal. Possui uma excentricidade de 0.13058420 e uma inclinação de 7.69209º.
Este asteroide foi descoberto no dia 10 de maio de 1999 por LINEAR em Socorro.